# Paraguay en la clasificación de Conmebol para la Copa Mundial de Fútbol de 2026
La selección de fútbol de Paraguay es uno de los diez equipos nacionales que participan en la clasificación de Conmebol para la Copa Mundial de Fútbol, en la que se definen los representantes de Conmebol para la Copa Mundial de Fútbol de 2026 que se desarrollará en Canadá, Estados Unidos y México.
La etapa preliminar —también denominada eliminatorias— se juega en América del Sur desde septiembre de 2023 hasta septiembre de 2025 en encuentros de ida y vuelta.

## Sistema de juego
El sistema de juego de las eliminatorias consiste por octava ocasión consecutiva, en enfrentamientos de ida y vuelta todos contra todos, con un total 18 jornadas.
Tras haber sorteado el orden de los partidos en la edición anterior en la ciudad de Luque, Paraguay, el 17 de diciembre de 2019, la Conmebol decidió repetir el calendario de partidos para estas clasificatorias.
Para el mundial 2026 se aumentó la cantidad de equipos participantes de 32 a 48, esto también aumentó los cupos para Conmebol, así los primeros seis puestos accederán de manera directa a la Copa Mundial de Fútbol de 2026. La selección que logre el séptimo puesto disputará un torneo de repesca ante equipos nacionales de otras confederaciones.

## Sedes
| Ciudad              | Estadio              |
| ------------------- | -------------------- |
| Ciudad del Este     | Antonio Aranda       |
|                     |                      |
| 28 000 espectadores |                      |
| Asunción            | Defensores del Chaco |
|                     |                      |
| 42 000 espectadores |                      |

## Uniformes
| Titular 2023 | Alternativa 2023 | Titular 2024 | Alternativa 2024 |

## Tabla de posiciones
| Pos. | Selección | Pts. | PJ | G  | E | P  | GF | GC | Dif. |
| ---- | --------- | ---- | -- | -- | - | -- | -- | -- | ---- |
| 1.   | Argentina | 35   | 16 | 11 | 2 | 3  | 28 | 9  | +19  |
| 2.   | Ecuador   | 25   | 16 | 7  | 7 | 2  | 13 | 5  | +8   |
| 3.   | Brasil    | 25   | 16 | 7  | 4 | 5  | 21 | 16 | +5   |
| 4.   | Uruguay   | 24   | 16 | 6  | 6 | 4  | 19 | 12 | +7   |
| 5.   | Paraguay  | 24   | 16 | 6  | 6 | 4  | 13 | 10 | +3   |
| 6.   | Colombia  | 22   | 16 | 5  | 7 | 4  | 19 | 15 | +4   |
| 7.   | Venezuela | 18   | 16 | 4  | 6 | 6  | 15 | 19 | –4   |
| 8.   | Bolivia   | 17   | 16 | 5  | 2 | 9  | 16 | 32 | –16  |
| 9.   | Perú      | 12   | 16 | 2  | 6 | 8  | 6  | 17 | –11  |
| 10.  | Chile     | 10   | 16 | 2  | 4 | 10 | 9  | 24 | –15  |

| L\V                  | Bandera de Argentina | Bandera de Bolivia | Bandera de Brasil | Bandera de Chile | Bandera de Colombia | Bandera de Ecuador | Bandera de Paraguay | Bandera de Perú | Bandera de Uruguay | Bandera de Venezuela |
| Bandera de Argentina |                      | 6:0                | 4:1               | 3:0              | 1:1                 | 1:0                | 1:0                 | 1:0             | 0:2                | :                    |
| Bandera de Bolivia   | 0:3                  |                    | :                 | 2:0              | 1:0                 | 1:2                | 2:2                 | 2:0             | 0:0                | 4:0                  |
| Bandera de Brasil    | 0:1                  | 5:1                |                   | :                | 2:1                 | 1:0                | 1:0                 | 4:0             | 1:1                | 1:1                  |
| Bandera de Chile     | 0:1                  | 1:2                | 1:2               |                  | 0:0                 | 0:0                | 0:0                 | 2:0             | :                  | 4:2                  |
| Bandera de Colombia  | 2:1                  | :                  | 2:1               | 4:0              |                     | 0:1                | 2:2                 | :               | 2:2                | 1:0                  |
| Bandera de Ecuador   | :                    | 4:0                | 0:0               | 1:0              | 0:0                 |                    | 0:0                 | 1:0             | 2:1                | 2:1                  |
| Bandera de Paraguay  | 2:1                  | 1:0                | 1:0               | 1:0              | 0:1                 | :                  |                     | 0:0             | 2:0                | 2:1                  |
| Bandera de Perú      | 0:2                  | 3:1                | 0:1               | 0:0              | 1:1                 | 0:0                | :                   |                 | 1:0                | 1:1                  |
| Bandera de Uruguay   | 0:1                  | 3:0                | 2:0               | 3:1              | 3:2                 | 0:0                | 0:0                 | :               |                    | 2:0                  |
| Bandera de Venezuela | 1:1                  | :                  | 1:1               | 3:0              | :                   | 0:0                | 1:0                 | 1:0             | 0:0                |                      |

|  | Clasifican a la Copa Mundial de Fútbol de 2026.  |
|  | Clasifica al Torneo de Repesca Intercontinental. |

### Evolución de posiciones
| País / Fecha | 1   | 2   | 3   | 4   | 5   | 6   | 7   | 8   | 9   | 10  | 11  | 12  | 13  | 14  | 15  | 16  | 17  | 18  |
| ------------ | --- | --- | --- | --- | --- | --- | --- | --- | --- | --- | --- | --- | --- | --- | --- | --- | --- | --- |
| Paraguay     | 5.° | 6.° | 8.° | 7.° | 7.° | 7.° | 7.° | 7.° | 8.° | 6.° | 6.° | 6.° | 5.° | 5.° | 3.° | 5.° | ?.° | ?.° |
| Resultado    | E   | P   | P   | G   | E   | P   | E   | G   | E   | G   | G   | E   | G   | E   | G   | P   | –   | –   |

### Puntos obtenidos contra cada selección durante las eliminatorias
| vs.       | Bandera de Argentina | Bandera de Bolivia | Bandera de Brasil | Bandera de Chile | Bandera de Colombia | Bandera de Ecuador | Bandera de Perú | Bandera de Uruguay | Bandera de Venezuela | Total |
| --------- | -------------------- | ------------------ | ----------------- | ---------------- | ------------------- | ------------------ | --------------- | ------------------ | -------------------- | ----- |
| Local     | 3                    | 3                  | 3                 | 3                | 0                   | –                  | 1               | 3                  | 3                    | 19    |
| Visitante | 0                    | 1                  | 0                 | 1                | 1                   | 1                  | –               | 1                  | 0                    | 5     |
| Total     | 3                    | 4                  | 3                 | 4                | 1                   | 1                  | 1               | 4                  | 3                    | 24    |

## Partidos

### Primera vuelta
| 7 de septiembre de 2023 | Paraguay | 0:0     | Perú | Estadio Antonio Aranda, Ciudad del Este                                         |                                                                                 |
| 18:30 (UTC-4)           |          | Reporte |      | Asistencia: 16 211 espectadores Árbitro(s): Andrés Matonte VAR: Leodán González | Asistencia: 16 211 espectadores Árbitro(s): Andrés Matonte VAR: Leodán González |

| 12 de septiembre de 2023 | Venezuela           | 1:0 (0:0) | Paraguay | Estadio Monumental, Maturín                                               |                                                                           |
| 18:00 (UTC-4)            | Rondón 90+3' (pen.) | Reporte   |          | Asistencia: 44 187 espectadores Árbitro(s): Andrés Rojas VAR: Yadir Acuña | Asistencia: 44 187 espectadores Árbitro(s): Andrés Rojas VAR: Yadir Acuña |

| 12 de octubre de 2023 | Argentina   | 1:0 (1:0) | Paraguay | Estadio Monumental, Buenos Aires                                              |                                                                               |
| 21:00 (UTC-3)         | Otamendi 3' | Reporte   |          | Asistencia: 80 000 espectadores Árbitro(s): Raphael Claus VAR: Rodolpho Toski | Asistencia: 80 000 espectadores Árbitro(s): Raphael Claus VAR: Rodolpho Toski |

| 17 de octubre de 2023 | Paraguay     | 1:0 (0:0) | Bolivia | Estadio Defensores del Chaco, Asunción                                          |                                                                                 |
| 19:30 (UTC-3)         | Sanabria 69' | Reporte   |         | Asistencia: 30 681 espectadores Árbitro(s): Gustavo Tejera VAR: Leodán González | Asistencia: 30 681 espectadores Árbitro(s): Gustavo Tejera VAR: Leodán González |

| 16 de noviembre de 2023 | Chile | 0:0     | Paraguay | Estadio Monumental, Santiago                                                      |                                                                                   |
| 21:30 (UTC-3)           |       | Reporte |          | Asistencia: 30 076 espectadores Árbitro(s): Fernando Rapallini VAR: Silvio Trucco | Asistencia: 30 076 espectadores Árbitro(s): Fernando Rapallini VAR: Silvio Trucco |

| 21 de noviembre de 2023 | Paraguay | 0:1 (0:1) | Colombia         | Estadio Defensores del Chaco, Asunción                                      |                                                                             |
| 20:00 (UTC-3)           |          | Reporte   | Borré 11' (pen.) | Asistencia: 35 190 espectadores Árbitro(s): Jesús Valenzuela VAR: Juan Soto | Asistencia: 35 190 espectadores Árbitro(s): Jesús Valenzuela VAR: Juan Soto |

| 6 de septiembre de 2024 | Uruguay | 0:0     | Paraguay | Estadio Centenario, Montevideo                |                                               |
| 20:30 (UTC-3)           |         | Reporte |          | Árbitro(s): Darío Herrera VAR: Mauro Vigliano | Árbitro(s): Darío Herrera VAR: Mauro Vigliano |

| 10 de septiembre de 2024 | Paraguay     | 1:0 (1:0) | Brasil | Estadio Defensores del Chaco, Asunción          |                                                 |
| 20:30 (UTC-4)            | D. Gómez 20' | Reporte   |        | Árbitro(s): Andrés Matonte VAR: Leodán González | Árbitro(s): Andrés Matonte VAR: Leodán González |

| 10 de octubre de 2024 | Ecuador | 0:0     | Paraguay | Estadio Rodrigo Paz Delgado, Quito            |                                               |
| 16:00 (UTC-5)         |         | Reporte |          | Árbitro(s): Raphael Claus VAR: Rodolpho Toski | Árbitro(s): Raphael Claus VAR: Rodolpho Toski |

### Segunda vuelta
| 15 de octubre de 2024 | Paraguay          | 2:1 (0:1) | Venezuela    | Estadio Defensores del Chaco, Asunción       |                                              |
| 20:00 (UTC-4)         | Sanabria 59', 74' | Reporte   | Aramburu 25' | Árbitro(s): Piero Maza VAR: Rodrigo Carvajal | Árbitro(s): Piero Maza VAR: Rodrigo Carvajal |

| 14 de noviembre de 2024 | Paraguay                      | 2:1 (1:1) | Argentina        | Estadio Defensores del Chaco, Asunción           |                                                  |
| 20:30 (UTC-3)           | - Sanabria 19' - Alderete 47' | Reporte   | La. Martínez 11' | Árbitro(s): Anderson Daronco VAR: Rodolpho Toski | Árbitro(s): Anderson Daronco VAR: Rodolpho Toski |

| 19 de noviembre de 2024 | Bolivia                             | 2:2 (1:0) | Paraguay                     | Estadio Municipal, El Alto                      |                                                 |
| 16:00 (UTC-4)           | - E. Vaca 15' - Terceros 80' (pen.) | Reporte   | - Almirón 71' - Enciso 90+1' | Árbitro(s): Andrés Matonte VAR: Leodán González | Árbitro(s): Andrés Matonte VAR: Leodán González |

| 20 de marzo de 2025 | Paraguay     | 1:0 (0:0) | Chile | Estadio Defensores del Chaco, Asunción                                      |                                                                             |
| 20:00 (UTC-3)       | Alderete 60' | Reporte   |       | Asistencia: 31 193 espectadores Árbitro(s): Raphael Claus VAR: Daniel Nobre | Asistencia: 31 193 espectadores Árbitro(s): Raphael Claus VAR: Daniel Nobre |

| 25 de marzo de 2025 | Colombia              | 2:2 (2:1) | Paraguay                    | Estadio Metropolitano, Barranquilla          |                                              |
| 19:00 (UTC-5)       | - Díaz 1' - Durán 13' | Reporte   | - Alonso 45+4' - Enciso 62' | Árbitro(s): Facundo Tello VAR: Silvio Trucco | Árbitro(s): Facundo Tello VAR: Silvio Trucco |

| 5 de junio de 2025 | Paraguay                          | 2:0 (1:0) | Uruguay | Estadio Defensores del Chaco, Asunción        |                                               |
| 20:00 (UTC-3)      | - Galarza 13' - Enciso 81' (pen.) | Reporte   |         | Árbitro(s): Darío Herrera VAR: Héctor Paletta | Árbitro(s): Darío Herrera VAR: Héctor Paletta |

| 10 de junio de 2025 | Brasil              | 1:0 (1:0) | Paraguay | Neo Química Arena, São Paulo                      |                                                   |
| 21:45 (UTC-3)       | Vinícius Júnior 44' | Reporte   |          | Árbitro(s): Facundo Tello VAR: Hernán Mastrangelo | Árbitro(s): Facundo Tello VAR: Hernán Mastrangelo |

| septiembre de 2025 | Paraguay | vs. | Ecuador |  |  |

| septiembre de 2025 | Perú | vs. | Paraguay |  |  |

## Jugadores
Listado de jugadores que han participado del proceso eliminatorio para la Copa Mundial 2026.
| Nombre                   | Posición       | Edad    | Club                         |
| ------------------------ | -------------- | ------- | ---------------------------- |
| Carlos Coronel           | Portero        | 28 años | New York Red Bulls           |
| Juan Espínola            | Portero        | 30 años | C. A. Belgrano               |
| Roberto Fernández        | Portero        | 37 años | Club Cerro Porteño           |
| Santiago Rojas           | Portero        | 27 años | C. A. Tigre                  |
| Orlando Gill             | Portero        | 24 años | C. A. San Lorenzo            |
| Robert Rojas             | Defensa        | 27 años | C. A. Tigre                  |
| Fabián Balbuena          | Defensa        | 33 años | F. C. Dinamo Moscú           |
| Gustavo Gómez            | Defensa        | 32 años | S. E. Palmeiras              |
| Omar Alderete            | Defensa        | 28 años | Getafe C. F.                 |
| Iván Piris               | Defensa        | 24 años | Club Libertad                |
| Junior Alonso            | Defensa        | 32 años | C. Atlético Mineiro          |
| Mateo Gamarra            | Defensa        | 25 años | C. Athletico Paranaense      |
| Blas Riveros             | Defensa        | 26 años | C. A. Talleres (C)           |
| Mathías Villasanti       | Defensa        | 28 años | Grêmio F. P. A.              |
| Alberto Espínola         | Defensa        | 32 años | C. A. Colón                  |
| Santiago Arzamendia      | Defensa        | 26 años | Estudiantes (LP)             |
| Iván Ramírez             | Defensa        | 28 años | Club Libertad                |
| Juan Cáceres             | Defensa        | 25 años | F. C. Dinamo Moscú           |
| Néstor Giménez           | Defensa        | 26 años | Club Libertad                |
| Gustavo Velázquez        | Defensa        | 34 años | Club Cerro Porteño           |
| Saúl Salcedo             | Defensa        | 27 años | C. A. Newell's Old Boys      |
| Agustín Sández           | Defensa        | 24 años | C. A. Rosario Central        |
| Ronaldo de Jesús         | Defensa        | 23 años | C. A. Lanús                  |
| Daniel Rivas             | Defensa        | 22 años | Club Nacional                |
| Richard Ortiz            | Centrocampista | 33 años | Club Olimpia                 |
| Álvaro Campuzano         | Centrocampista | 24 años | Club Libertad                |
| Richard Sánchez          | Centrocampista | 27 años | Club América                 |
| Braian Ojeda             | Centrocampista | 23 años | Real Salt Lake               |
| Andrés Cubas             | Centrocampista | 29 años | Vancouver Whitecaps F. C.    |
| Matías Espinoza          | Centrocampista | 24 años | Club Libertad                |
| Hernesto Caballero       | Centrocampista | 32 años | Club Libertad                |
| Diego Gómez              | Centrocampista | 22 años | Brighton & Hove Albion F. C. |
| Alejandro Romero Gamarra | Centrocampista | 30 años | Al-Ain F. C.                 |
| Matías Rojas             | Centrocampista | 28 años | S. C. Corinthians            |
| Matías Galarza           | Centrocampista | 23 años | C. A. Talleres (C)           |
| Cristhian Paredes        | Centrocampista | 25 años | Portland Timbers             |
| Gastón Giménez           | Centrocampista | 32 años | Chicago Fire                 |
| Damián Bobadilla         | Centrocampista | 23 años | São Paulo F. C.              |
| Iván Leguizamón          | Centrocampista | 21 años | C. A. San Lorenzo            |
| Wilder Viera             | Centrocampista | 22 años | Club Cerro Porteño           |
| Hugo Cuenca              | Centrocampista | 19 años | A. C. Milan Futuro           |
| Rubén Lezcano            | Centrocampista | 21 años | Fluminense F. C.             |
| Jesús Medina             | Delantero      | 26 años | F. C. Spartak de Moscú       |
| Miguel Almirón           | Delantero      | 31 años | Atlanta United F. C.         |
| Julio Enciso             | Delantero      | 21 años | Ipswich Town F. C.           |
| Gabriel Ávalos           | Delantero      | 34 años | C. A. Independiente          |
| Charli González          | Delantero      | 30 años | Club Tijuana                 |
| Robert Morales           | Delantero      | 24 años | Deportivo Toluca F. C.       |
| Ramón Sosa               | Delantero      | 25 años | Nottingham Forest F. C.      |
| Adam Bareiro             | Delantero      | 28 años | C. A. River Plate            |
| Antonio Sanabria         | Delantero      | 29 años | Torino F. C.                 |
| Héctor Villalba          | Delantero      | 29 años | Club Libertad                |
| Óscar Cardozo            | Delantero      | 40 años | Club Libertad                |
| Ángel Romero             | Delantero      | 32 años | S. C. Corinthians            |
| Álex Arce                | Delantero      | 29 años | Liga Deportiva Universitaria |
| Isidro Pitta             | Delantero      | 25 años | Red Bull Bragantino          |
| Alfio Oviedo             | Delantero      | 28 años | Club Bolívar                 |

## Estadísticas

### Generales
| 24 | 16 | 6 | 6 | 4 | 13 | 10 | +3 |

| 19 | 8 | 6 | 1 | 1 | 9 | 3 | +6 |

| 5 | 8 | 0 | 5 | 3 | 4 | 7 | -3 |

### Goleadores
| Jugador          | Club                         | Goles anotados |
| ---------------- | ---------------------------- | -------------- |
| Antonio Sanabria | Torino F. C.                 | 4              |
| Julio Enciso     | Ipswich Town F. C.           | 3              |
| Omar Alderete    | Sunderland F.C.              | 2              |
| Diego Gómez      | Brighton & Hove Albion F. C. | 1              |
| Miguel Almirón   | Atlanta F. C.                | 1              |
| Junior Alonso    | C. Atlético Mineiro          | 1              |
| Matías Galarza   | C. A. River Plate            | 1              |